# Copa d'Àfrica de Nacions 1957
La Copa d'Àfrica de Nacions 1957 va ser la primera edició de la Copa d'Àfrica de Futbol, i es va disputar al Sudan. En aquesta primera edició només es van jugar dos partits, i van donar a Egipte el primer títol continental.

## Participants

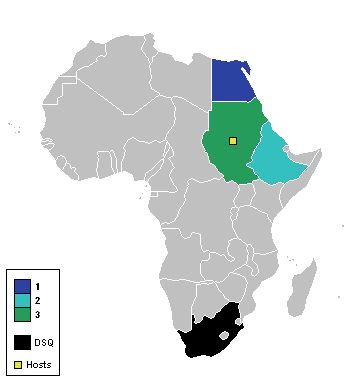
Els 4 països que havien de participar en la competició

Encara que inicialment havien de disputar la primera Copa d'Àfrica quatre equips, finalment només n'hi participaren tres: Egipte, Sudan i Etiòpia.
Sud-àfrica, la quarta selecció involucrada, va ser exclosa perquè la política de l'apartheid, encara vigent al país, els prohibia enviar un equip multiracial a la competició. Segons el diari sudanès Al-Rai Al-Amm, Etiòpia va refusar la idea de disputar una lligueta entre els tres equips classificats i va exigir un passi directe a la final.

## Seu
| Khartum           | Khartum |
| Estadi Municipal  | Khartum |
| Capacitat: 30.000 | Khartum |
|                   | Khartum |

## Competició
|  | Semifinals          | Semifinals |                     |   | Final | Final |
|  |                     |            |                     |   |       |       |
|  | 10 febrer – Khartum |            |                     |   |       |       |
|  |                     |            |                     |   |       |       |
|  | Sudan               | 1          |                     |   |       |       |
|  | Sudan               | 1          | 16 febrer – Khartum |   |       |       |
|  | Egipte              | 2          |                     |   |       |       |
|  | Egipte              | 2          | Egipte              | 4 |       |       |
|  |                     |            | Egipte              | 4 |       |       |
|  |                     | Etiòpia    | 0                   |   |       |       |
|  | Etiòpia             | Etiòpia    | 0                   |   |       |       |
|  |                     |            |                     |   |       |       |
|  | Sud-àfrica          |            |                     |   |       |       |
|  |                     |            |                     |   |       |       |

Les semifinals havien d'enfrontar Egipte i Sudan, per una banda, i Etiòpia i Sud-àfrica per l'altra, però Etiòpia va passar directament a la final. La va jugar contra Egipte, que havia eliminat Sudan per 2 a 1.
Els egipcis van guanyar la final per 4 a 0. Tots els gols de la final els va marcar Mohamed Diab El-Attar, conegut com a Ad-Diba, que també va ser el màxim golejador del torneig, amb 5 gols.

### Semifinals
| Sudan         | 1–2     | Egipte                               |
| ------------- | ------- | ------------------------------------ |
| Al-Bashir 58' | Informe | Raafat Ateya 21' (pen) · Ad-Diba 72' |

| Etiòpia | no jugat | Sud-àfrica |
| ------- | -------- | ---------- |
|         |          |            |

### Final
| Egipte                   | 4–0     | Etiòpia |
| ------------------------ | ------- | ------- |
| Ad-Diba 2', 7', 68', 89' | Informe |         |

## Campió
| Guanyador de Copa d'Àfrica 1957 |
| ------------------------------- |
| · Egipte · Primer títol         |

## Golejadors
5 gols
- Ad-Diba

1 gol
- Boraî Bashir — "algunes fonts reporten com a autor del gol a Seddiq Mohammed Manzul."[2][3]
- Raafat Ateya